# Liste der Grade-I-Bauwerke in Durham
| Lage des County Durham in England                                |
| Gliederung des County Durham                                     |
| 1. County Durham 2. Hartlepool 3. Darlington 4. Stockton-on-Tees |

Diese Liste der Grade-I-Bauwerke im County Durham enthält die Grade-I-Listed Buildings im County Durham.
Von den rund 373.000 Listed Buildings in England sind etwa 9000, also rund 2,4 %, als Grade I eingestuft. Davon befinden sich etwa 121 im County Durham.

## County Durham
1. 12–15, the College, DH1
2. 18, Elvet Bridge, DH1
3. 8, the College, DH1
4. Auckland Castle. Bishop Auckland, DL14
5. Auckland Castle Entrance Gateway, Bishop Auckland, DL14
6. Auckland Castle West Mural Tower and West Walls, Bishop Auckland, DL14
7. Barnard Castle Bridge (That Part in Barnard Castle Civil Parish) and Attached Wall to South East, Barnard Castle, DL12
8. Barnard Castle Bridge, over the River Tees, Startforth, DL12
9. Bastion Behind No. 50 and Wall Attached, DH1
10. Biddick Hall, Bournmoor, DH3
11. Blagraves, Barnard Castle, DL12
12. Bowes Castle, Bowes, DL12
13. Bowes Museum with Steps and Railings Attached, Barnard Castle, DL12
14. Brancepeth Castle, Brancepeth, DH7
15. Castle Gatehouse, Entrance Gateway, Side Walls, Linking Walls and Front Wall, DH1
16. Castle Lodge, Bishop Auckland, DL14
17. Castle Terrace Wall castle Wall Behind Nos 7–18 Consecutive, DH1
18. Castle Wall Around Motte on West, North and East Sides, DH1
19. Castle Wall Behind Hatfield College, DH1
20. Castle Wall Behind No. 3, DH1
21. Castle Wall Behind Nos. 16–22 and No. 22a (St. Chad’s), DH1
22. Castle Wall Behind Nos. 26–28, DH1
23. Castle Walls terrace Wall North of Bow Lane, DH1
24. Cathedral Church of Christ and St Mary the Virgin, DH1
25. Cathedral Cloister East Range, DH1
26. Cathedral Cloister South Range, DH1
27. Cathedral Cloister West Range, DH1
28. Causey Arch, Stanley, DH9
29. Chapel of St Mary Magdalene, DH1
30. Chapel of St Peter at Auckland Castle, Bishop Auckland, DL14
31. Chorister School, DH1
32. Church 50 Metres North East of Croxdale Hall, Croxdale and Hett, DH6
33. Church of All Saints, Lanchester, DH7
34. Church of St Andrew, Great Aycliffe, DL5
35. Church of St Andrew, Winston, DL2
36. Church of St Andrew, DL14
37. Church of St Brandon, Brancepeth, DH7
38. Church of St Edmund, Sedgefield, TS21
39. Church of St Giles, DH1
40. Church of St Helen, Kelloe, DH6
41. Church of St Helen, DL14
42. Church of St James, Hamsterley, DL13
43. Church of St Laurence, Pittington, DH6
44. Church of St Margaret of Antioch, DH1
45. Church of St Mary, Barnard Castle, DL12
46. Church of St Mary, Easington Village, SR8
47. Church of St Mary, Gainford, DL2
48. Church of St Mary, Seaham, SR7
49. Church of St Mary, Staindrop, DL2
50. Church of St Mary, Wycliffe with Thorpe, DL12
51. Church of St Mary and St Cuthbert, DH3
52. Church of St Mary Magdalene, DH8
53. Church of St Romald, Romaldkirk, DL12
54. Complex of Chapels at the College of St Cuthbert, Ushaw, Esh, DH7
55. Crook Hall, DH1
56. Croxdale Hall, Croxdale and Hett, DH6
57. Culvert, Arch and Retaining Walls, in West Face of Embankment over Causey Burn, Stanley, NE16
58. Deer Shelter in Auckland Castle Park, Bishop Auckland, DL14
59. Derwent Cote Steel Furnace (The Cone), NE17
60. East Deanery, Dene Valley, DL14
61. Elemore Hall School and Doorway and Archway Attached, Pittington, DH6
62. Elvet Bridge, DH1
63. Finchale Priory, Framwellgate Moor, DH1
64. Former Exchequer Building, Now University Library, DH1
65. Framwellgate Bridge, DH1
66. Gainford Hall, Gainford, DL2
67. Great Gateway to Kepier Hospital (That Part Within the City of Durham), Belmont, DH1
68. Great Gateway to Kepier Hospital (That Part Within the Civil Parish of Belmont), Belmont, DH1
69. Kingsgate Bridge, DH1
70. Lavatorium in Centre of Cloister Garth, DH1
71. Loggia of Heath Family Mansion East of Great Gateway at Kepier Hospital, DH1
72. Lumley Castle, Little Lumley, DH3
73. Market Cross, Barnard Castle, DL12
74. Mortham Tower, Rokeby, DL12
75. Newton Cap Bridge, Bishop Auckland, DL14
76. North Gatehouse and Walls Attached Enclosing Castle; Gate House Formerly Listed As ‘Porter’s Lodge’, Raby with Keverstone, DL2
77. Prebends Bridge, DH1
78. Prior’s Kitchen (Dean and Chapter Library), DH1
79. Priory Prison and Former Stables North of Number 15, DH1
80. Raby Castle, Raby with Keverstone, DL2
81. Remains of Manor House at Priory Farm, Muggleswick, DH8
82. Rokeby Park and Attached Stables, Rokeby, DL12
83. Ruins of Egglestone Abbey, Egglestone Abbey, DL12
84. Screen Wall and Garden Walls to South and East of Auckland Castle, Bishop Auckland, DL14
85. Seaton Holme, Easington Village, SR8
86. St Helen Hall, DL14
87. St Mary Le Bow Heritage Centre, DH1
88. Sunderland Bridge, Brandon and Byshottles, DH6
89. Sunderland Bridge, Brandon and Byshottles, DH6
90. Terrace Wall South of Bow Lane and East of Kinsgate, DH1
91. Terrace Walls and Steps, and Heraldic Beasts, to South of Bowes Museum, Barnard Castle, DL12
92. The Castle, Barnard Castle, DL12
93. The Castle North Range, DH1
94. The Castle West Range, DH1
95. The Deanery, DH1
96. The Gatehouse, DH1
97. The Keep (University College), DH1
98. The Old Manor House Hotel, West Auckland, DL14
99. The Saxon Church, DL14
100. Wall Behind Nos. 12 and 12a, DH1
101. Wall Behind St John’s College from Nos. 1 to 11 Consecutive, and Garden House Attached Behind No. 11, DH1
102. Wall to West of No. 13, DH1
103. Walls Attached to Numbers 12 to 15, DH1
104. Walls, Piers, Steps, Gates and Railings in Front of Tanfield Hall, Stanley, DH9

## Darlington
1. Butler House and the Rectory, Darlington, DL1
2. Church of All Saints, Neasham, Darlington, DL2
3. Church of St Andrew, Darlington, DL1
4. Church of St Cuthbert, Darlington, DL1
5. Church of St Michael, Heighington, Darlington, DL5
6. Thornton Hall, High Coniscliffe, Darlington, DL2
7. Walworth Castle, Walworth, Darlington, DL2

## Hartlepool
1. Church of St Hilda, Headland, Hartlepool, TS24
2. Church of St Mary Magdalene, Hart, Hartlepool, TS27
3. Town Wall and Sandwell Gate, Headland, Hartlepool, TS24

## Stockton-on-Tees
Anmerkung: Die Einträge in der Liste des Borough of Stockton-on-Tees sind aufgrund der Verbundenheit auch in der Liste der Grade-I-Bauwerke in North Yorkshire verzeichnet.
1. Church of St Cuthbert, Billingham, Stockton-on-Tees, TS23
2. Church of St Cuthbert, Redmarshall, Stockton-on-Tees, TS21
3. Church of St John the Baptist, Egglescliffe, Stockton-on-Tees, TS16
4. Church of St Peter, Hilton, Stockton-on-Tees, TS15
5. Parish Church of St Mary the Virgin, Stockton-on-Tees, TS20
6. Ruins of a Church of St Thomas a Becket, Grindon, Stockton-on-Tees, TS21
7. Stockton Parish Church, Stockton-on-Tees, TS18